# الیا گالرا
اِلیا گالرا (انگلیسی: Elia Galera؛ زادهٔ ۱۹ مارس ۱۹۷۳) بازیگر اهل اسپانیا است.
از فیلم‌ها یا برنامه‌های تلویزیونی که وی در آن نقش داشته‌است، می‌توان به زشت‌ترین زن جهان، بیمارستان مرکزی، وسوسه‌ام نکن، روز هفتم و پرینسیپه اشاره کرد.